# Ben Hecht (Schiff)
Santa Maria del Mare war der Name einer während 50 Jahren als Fähre eingesetzten ursprünglichen Motoryacht im Golf von Neapel. Die wechselvolle Geschichte des 1931 gebauten Schiffes umfasste unter dem Namen Vita den Transport des Schatzes der Vita im Jahr 1939 für die republikanische Bewegung von Spanien nach Mexiko und nach dem Zweiten Weltkrieg im Jahr 1947 eine Fahrt im Dienste der zionistischen paramilitärischen Untergrundorganisation Irgun als Flüchtlingsschiff: Unter dem Codenamen Ben Hecht (eigentlicher Schiffsname: Abril) sollte es Migranten nach Palästina bringen und wurde von der britischen Marine abgefangen. Im Jahr 1948 schließlich wurde sie als israelisches Kriegsschiff Maoz K-24 bei der Versenkung des ägyptischen Flaggschiffs Emir Farouk eingesetzt.

## Bau und Schiffsnamen
Gebaut wurde das Schiff 1931 in Kiel als Argosy für Charles A. Stone von der US-amerikanischen Brokerfirma Hayden-Stone. Die von der amerikanischen Firma Cox & Stevens entworfene Yacht fuhr drei Jahre unter diesem Namen. Nach dem Kauf durch Sir Thomas Sopwith und auch noch nach dem Verkauf nach Frankreich im Jahr 1937 fuhr das Schiff unter dem Namen Vita. Sopwith hatte die Vita unter anderem als Begleitschiff für die Yacht Endeavour während des America’s Cup eingesetzt. Die weiteren Namen lauteten im Folgenden Abril, USS Cythera PY-31 als militärisches Patrouillenboot bis 1944, Cythera, Satira, Abril, Ben Hecht, INS Maoz K-24 und endlich Santa Maria Del Mare als Fähre im Golf von Neapel. Sie fuhr dort von 1957 bis 2007 für die Navigazione Libera del Golfo. Ab dem Jahr 2008 wurde das Schiff wieder als Yacht hergerichtet und erhielt den Namen Rossy One. Im Jahr 2020 war das noch nicht vollendete Schiff in einem Konkursverfahren gelistet.

## Der Schatz der Vita
Während des Spanischen Bürgerkriegs hatten die Republikaner konfiszierte Vermögenswerte in den Salzminen von Gerona deponiert und gegen Ende des Krieges heimlich nach Frankreich ausgeflogen. Im Februar 1939 wurden zahlreiche Koffer gefüllt mit diesen Wertgegenständen auf die Vita geladen und sollten nach Veracruz in Mexiko gebracht werden, wo die Exilanten auf die Unterstützung durch Präsident Lázaro Cárdenas del Río zählten. Da die Vita zu früh in Veracruz eintraf, war kein Vertrauter von Juan Negrín zur Stelle und seinem politischen Gegner Indalecio Prieto gelang es nach Rücksprache mit Cardenas, das Schiff nach Tampico umzuleiten und dort den Schatz in Empfang zu nehmen. Er wurde dann in einem Armeezug nach Mexiko-Stadt transportiert. Die Vita wurde an die Vereinigten Staaten verkauft.
Die Frankisten behaupteten, es handele sich um geraubtes nationales Vermögen. Für die Anhänger Negríns hatte Prieto die Staatskasse übernommen, um sich als Oberhaupt der Republik im Exil einzurichten.

## Flüchtlingsschiff Ben Hecht
Die Bergsongruppe, ein amerikanischer Ableger der Irgun, setzte sich nach dem Zweiten Weltkrieg für einen unabhängigen jüdischen Staat und die unbehinderte Einwanderung von jüdischen Displaced Persons nach Palästina ein. Mit dem Erfolgsautor Ben Hecht hatten sie das Theaterstück A Flag Is Born in Amerika erfolgreich auf Tournee gesandt, das diese Ziele propagierte. Den Erlös nutzten sie zum Erwerb und Umbau der Abril, die am 28. Februar 1947 in Port-de-Bouc 620 Migranten aufnahm und mit einer amerikanischen Besatzung und unter honduranischer Flagge offiziell in Richtung Bolivien abfuhr. Am 8. März wurde das inoffiziell Ben Hecht genannte Schiff von britischen Kriegsschiffen gestoppt. Die Migranten wurden, wie in solchen Fällen üblich, in ein Internierungslager nach Britisch-Zypern gebracht, wo sie bis zur Unabhängigkeit Israels ausharren mussten. Die amerikanischen Besatzungsmitglieder wurden ins Gefängnis Akkon bei Tel Aviv gebracht und umgehend von einem Gericht wegen Beihilfe zur illegalen Migration zu siebzehn Jahren Haft verurteilt. Auf Druck der Öffentlichkeit wiesen die Briten die amerikanische Besatzung aus und dieser wurde in der City Hall von New York ein großer Empfang gegeben. Dem Schiff gelang es zwar nicht, die Migranten nach Palästina zu bringen, aber zusammen mit dem Theaterstück A Flag is Born brachte es den Wunsch nach einem unabhängigen jüdischen Staat in die Schlagzeilen. Die Zeitung des Journalisten Jacques Méry wollte seinen Bericht nicht drucken und so entstand das Buch Laissez passer mon peuple mit einem Vorwort von Albert Camus unter dem Titel „Verfolgte und Verfolger“ ("Persécutés - Persécuteurs").

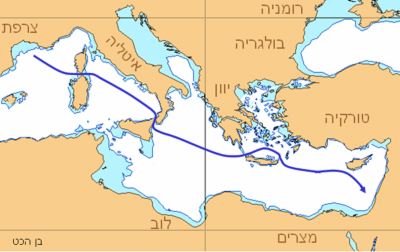
Kurs der Ben Hecht
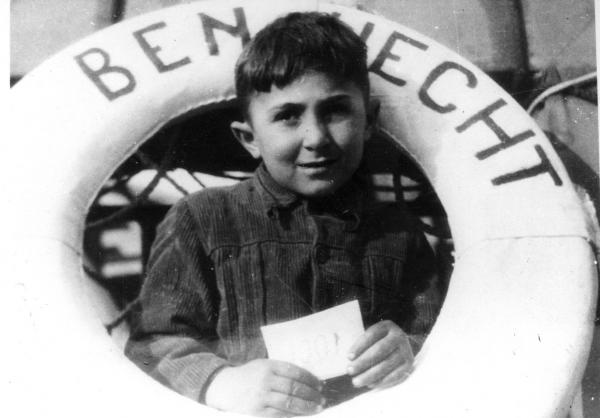
Einwandererkind an Bord
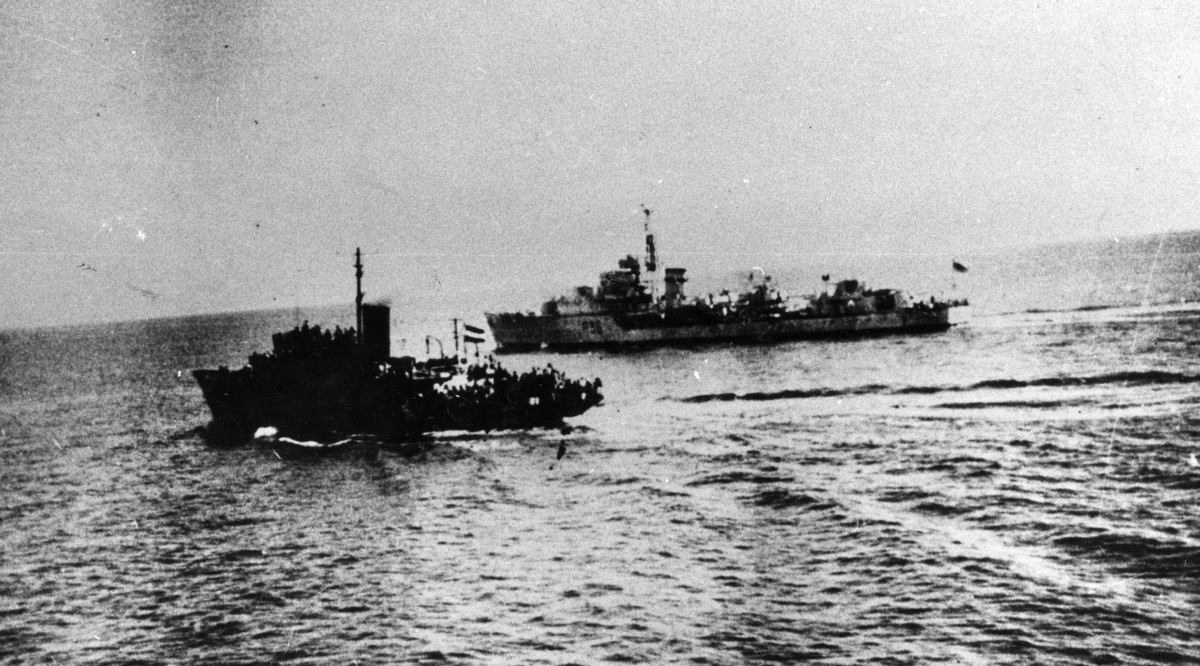
Britischer Zerstörer im Hintergrund

## Israelisches Kanonenboot Maoz K-24
Von der israelischen Marine wurde das Schiff 1948 im Krieg um Israels Unabhängigkeit zum Kanonenboot mit der Bezeichnung Maoz K-24 umgerüstet. Als im Oktober ein Waffenstillstand eintrat, blockierte das ägyptische Flaggschiff Emir Farouk zusammen mit einem zweiten Kriegsschiff den Hafen von Tel Aviv, um die Stärkung der israelischen Streitkräfte auf dem Seeweg zu verhindern. Drei zu behelfsmäßigen Kanonenbooten umgebaute frühere Flüchtlingsschiffe, darunter die Maoz K-24, forderten die Ägypter erfolgreich auf, die Blockade abzubrechen. Die israelischen Schiffe folgten den sich zurückziehenden Ägyptern Richtung Gaza und wurden von dort aus beschossen. Das nahm Paul Shulman nach Rücksprache mit Ben Gurion zum Anlass, eine nächtliche Kommandoaktion mit vier sprengstoffbeladenen Schnellbooten des Trägerschiffs Maoz K-24 zu befehlen. Die Emir Farouk wurde am 22. Oktober 1948 unter Leitung von Jochai Ben-Nun angegriffen. Von zwei Sprengstoffbooten getroffen sank sie innerhalb von Minuten. Etwa fünfhundert ägyptische Seeleute kamen ums Leben. Die Besatzungen der Sprengstoffboote waren kurz vor dem Aufprall ins Wasser gesprungen und wurden von den Israelis geborgen. Da die Israelis den fragwürdigen Bruch des Waffenstillstands nicht publik machen wollten und die ägyptische Seite den israelischen Sieg geheim halten wollte, wurde wenig über den Vorfall berichtet.